# Çaykur
Çaykur (Çay İşletmeleri Genel Müdürlüğü, deutsch: Generaldirektion für Teebetriebe) ist ein türkisches Staatsunternehmen und der größte Teeproduzent der Türkei. Sitz des Unternehmens ist die Stadt Rize am Schwarzen Meer. Generaldirektor von Çaykur ist İmdat Sütlüoğlu. Darüber hinaus ist Çaykur Sponsor der Fußballmannschaft Rizespor.
2010 hatte Çaykur 13.142 Bedienstete und stand an 32. Stelle der größten Unternehmen der Türkei. Im Jahr 2012 stand Çaykur an 53. Stelle und nahm bei der Zahl der Beschäftigten die 9. Position ein.

## Geschichte
Nach dem Ersten Weltkrieg gab es eine wirtschaftliche und soziale Krise in der Region Rize mit hoher Arbeitslosigkeit. Man wollte Arbeitsplätze schaffen, um die Migration aus der Region zu stoppen und die damit verbundenen Probleme zu lösen. Um die Regionen Rize und Borçka wirtschaftlich zu stärken, beschloss die türkische Nationalversammlung eine Förderung des landwirtschaftlichen Anbaus von Tee, Nüssen und Zitrusfrüchten. Der Agraringenieur Zihni Derin wurde in die Region entsandt um Forschungsgärten und Pflanzschulen einzurichten. Derin importierte Saatgut aus Georgien und vertrieb Setzlinge an Landwirte. 1941 wurde die erste Teefabrik in Rize in Betrieb genommen.
Ab 1963 konnte der innertürkische Bedarf an Tee durch eigene Produktion gedeckt werden, 1971 wurde die Vorgängerorganisation Çay Kurumu Genel Müdürlüğü mit dem Gesetz Nr. 1497 geschaffen. Die Arbeit nahm dieses mit eigener Rechtspersönlichkeit ausgestattete Staatsunternehmen zwei Jahre später in Rize auf. Am 10. Oktober 1983 wurde dann das staatliche Unternehmen Çaykur in seiner heutigen Form als Unternehmen mit einer eigenen Rechtspersönlichkeit gegründet. Die Bezeichnung der Unternehmensform lautete zunächst Kamu İktisadi Kuruluşu („Öffentliches Wirtschaftsunternehmen“) und seit 1994 İktisadi Devlet Teşekkülü („Wirtschaftliches Staatsunternehmen“). Von 1996 bis 1999 unterstand es dem Ministerpräsidentenamt der Türkei, später dann einige Monate dem Wirtschafts- und Handelsministerium, dann wieder dem Amt des Ministerpräsidenten und seit November 2002 dem Landwirtschaftsministerium.

## Der Tee
Der Tee von Çaykur stammt aus den Anbaugebieten um die Stadt Rize an der türkischen Schwarzmeerküste.
Çaykur plant die vollständige Umstellung von Teeanbau und -produktion auf biologische Herstellung nach europäischen Standards. In der Modellregion Hemşin haben die meisten Kleinbauern ihre Produktion bereits auf biologischen Anbau umgestellt bzw. befinden sich in der Umstellungsphase.
Çaykur unterstützt die Bio-Bauern bereits in der Umstellungsphase. Für das Jahr 2014 ist eine Ausweitung der biologischen Anbauflächen geplant.
Çaykur Tee wird u. a. durch das Schweizer Institut für Marktökologie (IMO) kontrolliert und zertifiziert.
Das Unternehmen Çaykur betreibt bis heute keine eigenen Teeplantagen. Über 207.000 selbstständige Teeproduzenten aus der Region, überwiegend Kleinst- und Familienbetriebe, beliefern die Çaykur-Produktion. Das staatliche Unternehmen garantiert feste Abnahmepreise und ist der größte Arbeitgeber der Region.
Çaykur beschäftigte Anfang 2014 rund 10.670 Mitarbeiter und produziert jährlich 130.700 Tonnen getrockneten Tee in 46 Teefabriken, der insgesamt auf 75.800 Hektar Fläche angebaut wird und erwirtschaftet einen Umsatz von 150 Mrd. Türkische Lira. Das Unternehmen ist der größte Teeproduzent der Türkei.